# Нападение викингов на Пиренейский полуостров (844)
Нападение викингов на Пиренейский полуостров — осуществлённая в 844 году военная кампания викингов на Пиренейском полуострове, которым тогда управляли Королевство Астурия и Кордовский эмират. Викинги добрались до Хихона, напали на Ла-Корунью, Лиссабон и Кадис и поднялись вверх по реке Гвадалквивир, атакуя Медину-Сидонию, Севилью и Кордову. Абд ар-Рахман II подготовил отряд для противостояния им во главе с Мусой ибн Муса аль-Касави, который почти полностью разгромил их.

## История
В 844 году корабли викингов или норманнов (urdumaniyyun или madjus), вышедшие из устья реке Гаронна, из-за шторма отклонились в сторону испанского побережья и прибыли в Хихон, который не атаковали, а продолжили движение и напали на Галисию, где были отбиты. Уцелевшие корабли высадились в Лиссабоне, который они грабили в течение 13 дней в августе и сентябре, пока не подошла мусульманская армия. Затем они двинулись в сторону Алгарве и Кадисского залива, поднялись по реке Гвадалквивир и 25 сентября разгромили кордовцев в битве при Кабтале, разграбив окрестности Исбилии, чьи горожане не сопротивлялись и бежали в Кармону. Викинги основали форт в Табладе, откуда они вышли 28 сентября, когда прибыли 15 кораблей из Кордовы.
Абд ар-Рахман II собрал армию для борьбы с викингами, которые завоевали и разграбили Исбилию месяцем ранее, с отрядом Исбилии, добровольцами и армией во главе с Мусой ибн Муса аль-Каси. Викинги разделились на четыре группы: одна, около двухсот человек, напала на Морон, вторая атаковала Бенилаис, третья напала на Фуэнте-де-Кантос, и четвертая, которая пошла на Кордову. Основная часть кордовской армии, около 16 000 человек, уничтожила первую группу (битва при Мороне) и напала на лагерь Таблада, при котором захватчики понесли потери: 1000 убитых, и ещё 400 были взяты в плен и казнены, и около 30 кораблей было уничтожено, удерживаемые ими заложники освобождены. Но группа норманнов, увидев вражескую кавалерию, смогла бежать между Мороном и Кармоной, сесть на корабли и, наконец, договориться об освобождении оставленных ими пленных и возврате добычи в обмен на продукты и одежду и беспрепятственном отступлении по реке к побережью, где оставалась часть экспедиции. Викинги продолжили свое плавание по Средиземному морю, совершая набеги на византийскую территорию, пока не достигли Александрии в четырнадцатилетнем походе. Со временем небольшое количество выживших, заключенных в тюрьму в Андалусии, обратилось в ислам и поселилось в районе Кория-дель-Рио, Кармоне и Мороне.

## Последствия
Абд ар-Рахман II восстановил стены и здания Исбилии, которые были повреждены вторжением, и построил корабли на верфях Кадиса, Картахены и Таррагоны для защиты побережья, а также установил, чтобы в административных единицах были курьеры на лошадях, чтобы иметь возможность быстро передавать новости о новых нападениях.
Дальнейшие набеги викингов произошли в 859, 966 и, наконец, в 971 году, когда флот викингов был полностью уничтожен.